# 李昊 (五代)
李昊（9世纪约893年—10世纪约965年），字穹佐，自称唐相李绅之后，生于关中（今陕西一带），五代时期后蜀大臣。

## 生平
唐末兵乱，他寓居新平十余年，为岐将刘知俊所得，刘知俊和他说话，很器重他，引为幕僚，还把女儿嫁给他。刘知俊投前蜀后，辟他为从事。他前后仕蜀五十年，掌管财、政大权，妓妾无数，十分奢侈。在前蜀后主王衍时，他时为翰林学士，为前蜀写投降后唐的降表。在后蜀后主孟昶时，他时为宰相，为后蜀写投降宋朝的降表。被当时的人讥笑为世修降表。

## 子
- 李孝逢，后蜀给事中，北宋膳部郎
- 李孝连，尚后蜀凤仪公主，北宋将作少监